# Балка Бузова
Балка Бузова (рос. Яр Бузовой; б. Бузовая) — балка (річка) в Україні у Вовчанському районі Харківської області. Ліва притока річки Вовчої (басейн Азовського моря).

## Опис
Довжина балки приблизно 15,53 км, найкоротша відстань між витоком і гирлом — 11,88 км, коефіцієнт звивистості річки — 1,31. Формується декількома безіменними струмками та загатами. На деяких ділянках балка пересихає.

## Розташування
Бере початок на північно-західній стороні від села Бузове у колишньому селі Бузове-Друге. Тече переважно на північний захід через урочище Шилова і на північно-східній околиці села Охрімівка впадає в річку Вовчу, ліву притоку Сіверського Дінця.

## Цікаві факти
- У минулому столітті на балці існували газові свердловини[2].